# Xizhou tongzhu
Le Xizhou tongzhu (chinois simplifié : 溪州铜柱 ; chinois traditionnel : 溪州銅柱 ; pinyin : xīzhōu tóngzhù) est un bâtiment datant de 940, pendant la Période des Cinq Dynasties et des Dix Royaumes, situé aujourd'hui dans le Bourg de Furong, dans le xian de Yongshun, préfecture autonome tujia et miao de Xiangxi, province du Hunan en République populaire de Chine.
Dans ce bâtiment résidait l'équivalent d'un tusi, pour la minorité des Tujias, également appelé Royaume Bidkjikan
Ce bâtiment est classé dans la première liste des Sites historiques et culturels majeurs protégés au niveau national, sous le numéro de catalogue, 1-132.